# نيكو هوغ
نيكو هوغ (بالألمانية: Nico Hug)‏ هو لاعب كرة قدم ألماني، ولد في 29 أكتوبر 2000 في سويسرا.

## وصلات خارجية
- نيكو هغ على موقع قاعدة بيانات كرة القدم.إي يو (الإنجليزية)
- نيكو هغ على موقع Soccerway.com (الإنجليزية)
- نيكو هغ على موقع عالم كرة القدم.نت (الإنجليزية)